# Vansittart Island

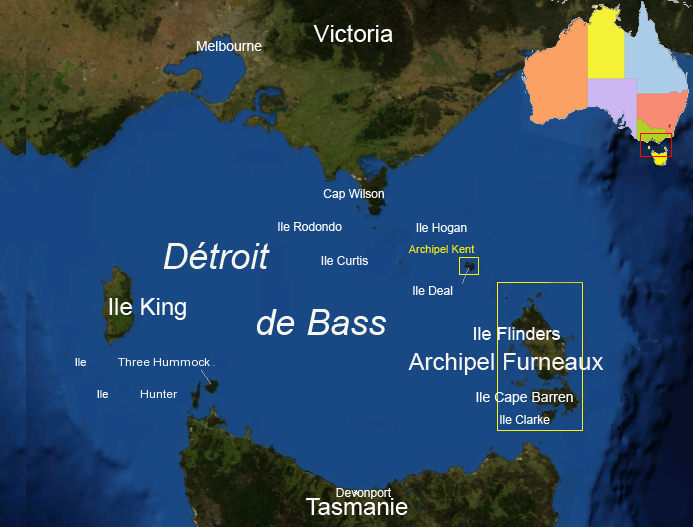
Détroit de Bass.

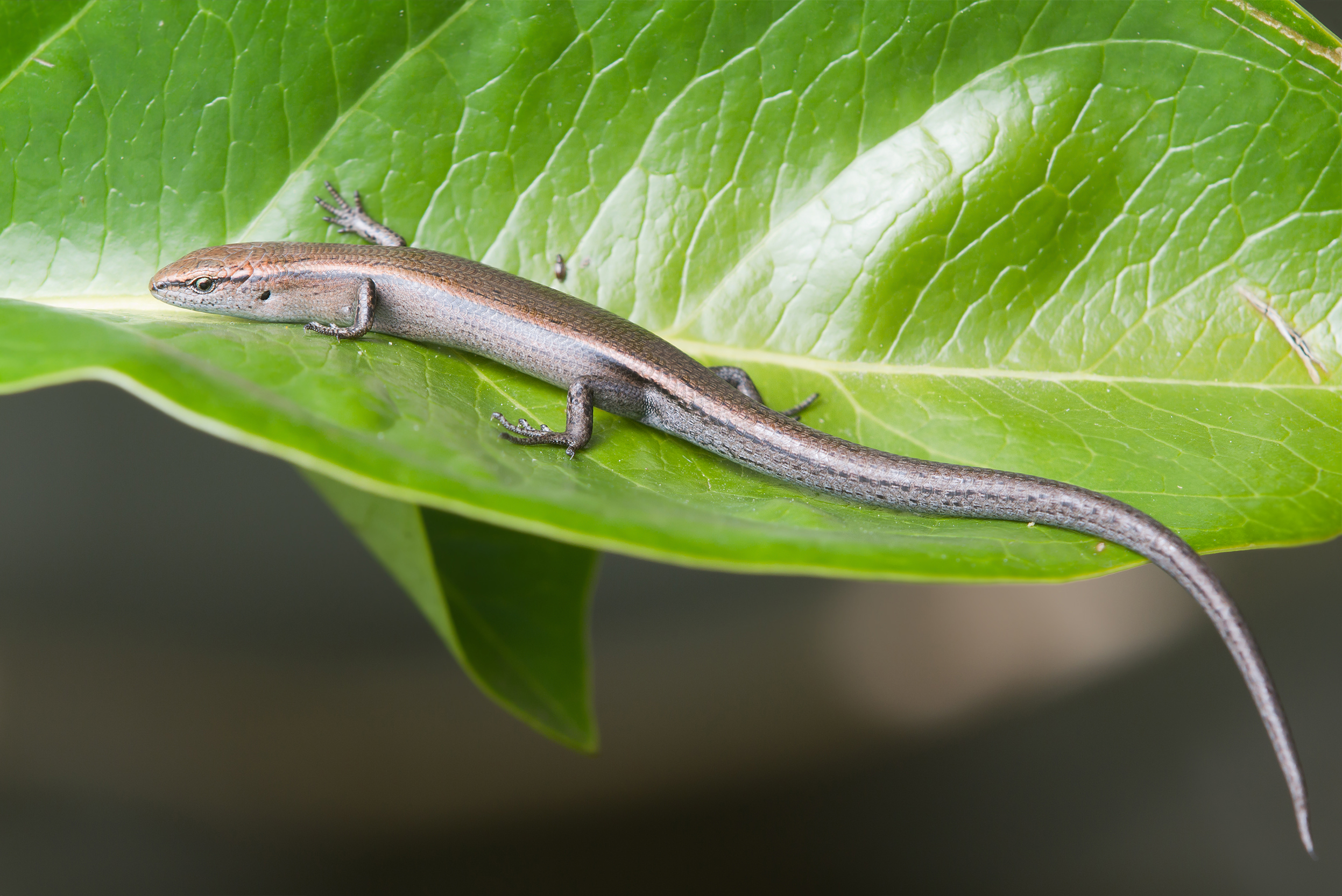
Niveoscincus metallicus, lézard endémique, le plus répandu en Tasmanie.

Vansittart Island, aussi appelée Gun Carriage Island, est une île granitique d'une superficie de 800 ha, au sud-est de l'Australie. Elle fait partie de l'archipel Vansittart de Tasmanie, située à l'est du détroit de Bass, entre Flinders et Cape Barren Islands dans l'archipel Furneaux. Elle est en partie propriété privée et en partie louée, souvent  pour le pâturage des moutons wiltshire. L'île fait partie de la zone importante pour la conservation des oiseaux dans les Franklin Sound Islands, reconnue comme telle par BirdLife International parce qu'elle détient plus de 1 % de la population mondiale de six espèces d'oiseaux.

## Flore et faune

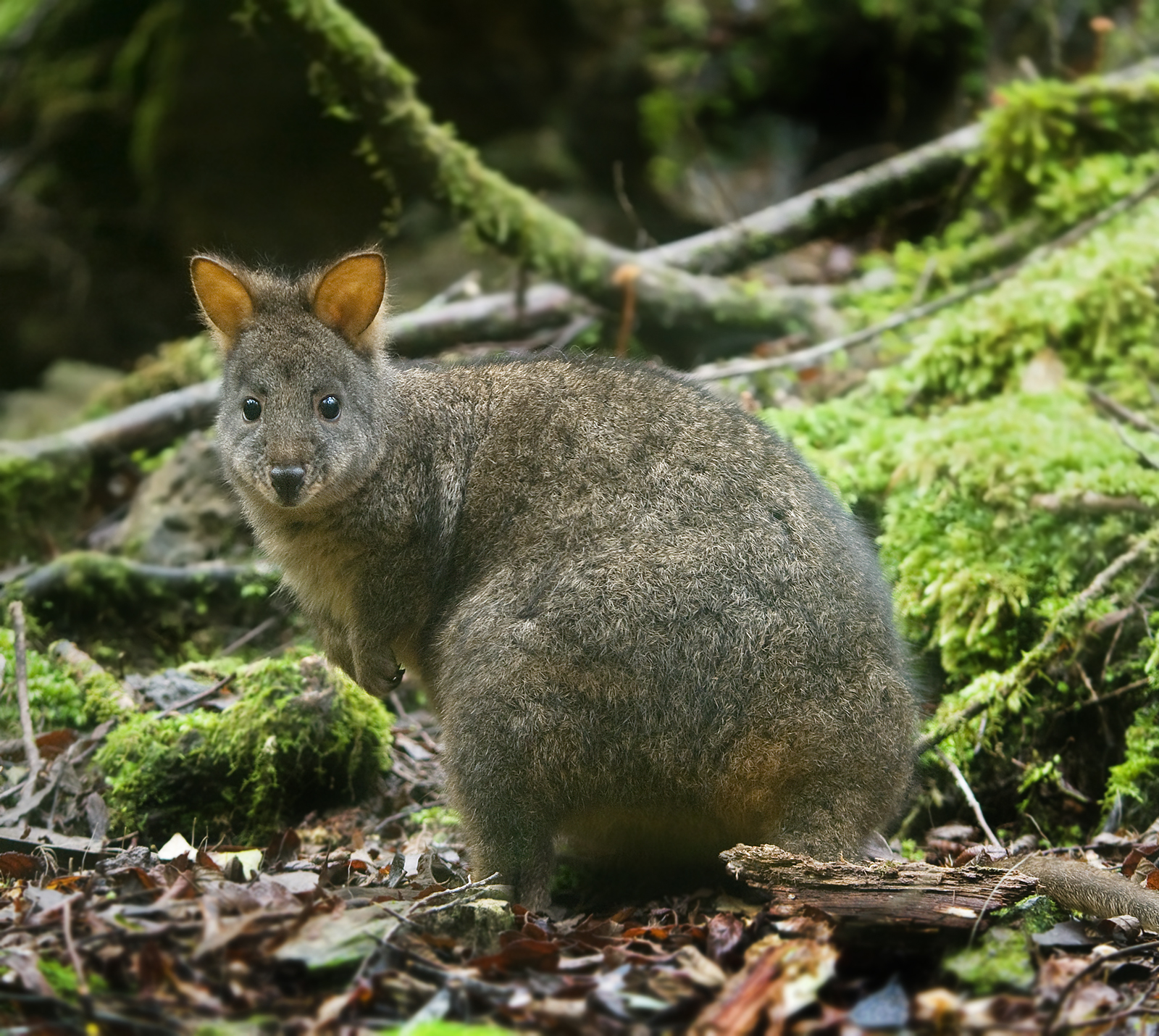
Le Pademelon à ventre rouge a disparu de l'île.

La majorité de la végétation d'origine de l'île a été détruite  par le feu et par des bulldozers à chenilles, faisant disparaître plusieurs forêts de pins dans Oyster Bay Pine.
Reconnue pour la reproduction de nombreux oiseaux marins et échassiers, y nichent :
- le Manchot pygmée ;
- le Goéland austral, (Pacific Gull) ;
- l'Huîtrier fuligineux ;
- l'Huîtrier pie.

Le Cygne noir a niché sur l'île qui est aussi un refuge pour l'oie de Cape Barren (Céréopse cendré).
Au niveau des reptiles, on trouve : 
- le Serpent-tigre,
- et plusieurs espèces de scinques : 
  - Pseudemoia entrecasteauxii, (Southern Grass Skink),
  - Niveoscincus metallicus, (Metallik Skink),
  - et Lerista bougainvillii, (Bougainville's Skink).

Le Wallaby à cou rouge (Red-necked Wallaby) vit sur l'île et probablement des Échidnés, bien que le Pademelon à ventre rouge soit éteint ici.